# Görlitz
Görlitz (în dialectul luzacian de sus, Gerlz, Gerltz, sau Gerltsch, în poloneză Zgorzelec, în soraba de sus Zhorjelc, în soraba de jos Zgórjelc, în cehă Zhořelec, în engleză Gorlitz, în olandeză Goerlick, în bavareză Gorlitz, în portugheză și franceză Gœrlitz, în spaniolă Gorliz) este un oraș în estul landului german Saxonia, situat pe malul de vest al râului Neisse, la frontiera cu Polonia (din 1945). La sfârșitul anului 2019 avea 55.980 locuitori (în 1939 avea 125 mii locuitori). Până în 1945 a făcut parte din provincia germană Silezia Inferioară, orașul fiind amplasat pe ambele maluri ale râului Neisse. În 1945 partea orașului situată la est de Neisse a trecut la Polonia, orașul fiind divizat în două. Jumătatea de est a orașului a primit numele de Zgorzelec și face parte din Polonia. Din 1998 cele două orașe formează un oraș European. Astăzi orașul Görlitz este cel mai important centru al Sileziei germane (numită și Silezia Luzațiană). În partea centrală a orașului se mai păstrează multe monumente de arhitectură din epoca medievală și modernă: Muzeul Sileziei (într-o superbă clădire în stil baroc), Teatrul dramatic (construit în 1851). Görlitz este considerat o arie muzeală a Germaniei, datorită multor case în stil baroc, gotic și renascentist care au fost renovate pentru a arăta ca înainte de război (în stilul original). Görlitz este considerat de germani ca un loc memorial. Aici au fost turnate și multe filme, motiv pentru care a fost numit și „Görliwood“. La Görlitz a activat și murit cunoscutul filosof mistic german Jakob Böhme, casa căruia se mai păstrează și astăzi.

## Istorie
| Asocieri în istorie                              |
| ------------------------------------------------ |
| Ducatul Poloniei 1002–1025                       |
| Regatul Poloniei 1025–1032                       |
| Marca de Meissen 1032–~1072                      |
| Ducatul Boemiei ~1072–1198                       |
| Regatul Boemiei 1198–1253                        |
| Margrafiatul Brandenburg 1253–1319               |
| Ducatul de Jawor 1319–1329                       |
| Regatul Boemiei 1329–1466                        |
| Regatul Ungariei 1466–1490                       |
| Regatul Boemiei 1490–1635                        |
| Principatul Saxoniei 1635–1697                   |
| Polonia–Saxonia 1697–1706                        |
| Principatul Saxoniei 1706–1709                   |
| Polonia–Saxonia 1709–1763                        |
| Principatul Saxoniei 1763–1806                   |
| Regatul Saxoniei 1806–1815                       |
| Regatul Prusiei 1815–1871                        |
| Imperiul German 1871–1918                        |
| Republica de la Weimar 1918–1933                 |
| Imperiul German 1933–1945                        |
| Zonele aliate de ocupație din Germania 1945–1949 |
| Republica Democrată Germană 1949–1990            |
| Republica Federală Germană 1990–prezent          |

## Locație
Görlitz este situat în partea superioară a Lusației, pe malul vestic al râului Neisse, la poalele munților de frontieră Boemia-Lusatia.
Centrul orașului se situează la o altitudine de 201 m (peste nivelul mării).Cea mai mare înălțime din oraș -landeskrone - se situeză la 420 m, iar cel mai jos punct din oraș la 185 m, astfel încât ă
înălțimea medie a orașului este 220 m. În sudul orașului se află Lacul Berzdorfer la o altitudine de 185,6 m. Adâncimea maximă a lacului este de 72 m. 
Meridianul de 15o E trece prin oraș, acesta avănd ora Europei centrale. Orașul este situat la 
51o09" latitudine nordică.
Zona orășenească are 19,4 km de la nord la sud și 7,3 km de la est la vest.
Cele mai apropiate orașe sunt Liberec (din Cehia), aflat la aproximativ 50 km sud, Cottbus la aproximativ 80 km nord-vest, Legnica la aproximativ 80 km est și Dresda la aproximativ 90 km vest.

## Fauna și flora
Există în zona orașului Görlitz 4 arii în conformitate cu aria FFH -  Fauna-Flora-Habitat-Directive: Ele se extind de la Obermühle în nord, prin Neißetal, Neißeauen la limitele sudice ale orașului în districtul Hagenwerder. Printre acestea se numără zona viticolă, zonele împădurite pe dealuri, precum și pajiștile Neisse și terenurile agricole dintre districtul Weinhübel și districtul Hagenwerder. Foarte cunoscut este și sanctuarul de păsări, care include 26 specii de păsări, care este una dintre cele mai importante zone de reproducere din landul Saxonia.

## Structura orașului
Orașul este împărțit în 9 districte urbane și 5 districte rurale.  Cartierele sunt Altstadt (Orașul Vechi), Biesnitz, Innenstadt (centrul orașului), Klingewalde, Königshufen, Nikolaivorstadt, Rauschwalde, Südstadt (orașul de sud) și Weinhübel (până în 1937 Posottendorf-Leschwitz). Zona urbană include, de asemenea, următoarele sate anterior independente: German Ossig, Hagenwerder (până în 1936 Nikrisch), Klein Neundorf, Kunnerwitz, Ludwigsdorf, Ober-Neundorf, Schlauroth și Tauchritz. Satul Ossig este nelocuit după extinderea minei Berzdorf și după ce populația a fost relocată, cei mai mulți oameni mutându-se la noile construcții de locuințe la sud de Kunnerwitz.

## Personalități născute aici
- Hans Georg Dehmelt (1922 - 2017), fizician american, Premiul Nobel pentru Fizică.

## Vezi și
- Tramvaiul din Görlitz